# Liste der denkmalgeschützten Objekte in Unterwart
Die Liste der denkmalgeschützten Objekte in Unterwart enthält die 10 denkmalgeschützten, unbeweglichen Objekte der Gemeinde Unterwart.

## Denkmäler
| Foto |                 | Denkmal | Standort                                      | Beschreibung | Metadaten |
| ---- | --------------- | --- | --------------------------------------------- | --- | --- |
| ja   | Datei hochladen | Kath. Filialkirche hll. Fabian und Sebastian HERIS-ID: 12467 Objekt-ID: 8607                                   | bei Dorfstraße 40 Standort KG: Eisenzicken    | Die einfache Kirche mit zweigeschoßigem Ostturm wurde 1819/20 erbaut. Auch der Altar im Inneren stammt aus dieser Zeit.                                                                                     | BDA-Hist.: Q38131443 Status: § 2a Stand der BDA-Liste: 2025-06-30 Name: Kath. Filialkirche hll. Fabian und Sebastian GstNr.: 213 Kath. Filialkirche hll. Fabian und Sebastian (Eisenzicken)       |
| ja   | Datei hochladen | Figurenbildstock, Madonnenfigur HERIS-ID: 12468 Objekt-ID: 8608                                                | bei Dorfstraße 40 Standort KG: Eisenzicken    | Die Mariensäule vor der Kirche stammt aus der Zeit um 1700. Im Jahr 1938 wurde sie nach Oberwart und erst 1970 an ihren heutigen Standort versetzt. Die Inschrift lautet: Mater Christi ora pro nobis! 1938 | BDA-Hist.: Q38131462 Status: § 2a Stand der BDA-Liste: 2025-06-30 Name: Figurenbildstock, Madonnenfigur GstNr.: 214 Figurenbildstock, Madonnenfigur (Eisenzicken)                                 |
| ja   | Datei hochladen | Kath. Pfarrkirche hl. Katharina HERIS-ID: 12474 Objekt-ID: 8614                                                | bei Kirchenallee 4 Standort KG: Unterwart     | Die Kirche wurde in ihrer heutigen Form 1767 erbaut und 1869 um zwei platzlgewölbte Joche und eine halbrunde Apsis erweitert. Im Westen schließt ein Turm mit Pyramidenhelm an.                             | BDA-Hist.: Q18175120 Status: § 2a Stand der BDA-Liste: 2025-06-30 Name: Kath. Pfarrkirche hl. Katharina GstNr.: 87 Unterwart Parish Church                                                        |
| ja   | Datei hochladen | Ehem. röm. kath. Volksschule HERIS-ID: 12482 Objekt-ID: 8622                                                   | Kirchenallee 4 Standort KG: Unterwart         | | BDA-Hist.: Q38131581 Status: Bescheid Stand der BDA-Liste: 2025-06-30 Name: Ehem. röm. kath. Volksschule GstNr.: 82 Volksschule Unterwart                                                         |
| ja   | Datei hochladen | Mariensäule HERIS-ID: 12486 Objekt-ID: 8626                                                                    | Kirchenplatz Standort KG: Unterwart           | Die Mariensäule auf dem Kirchenplatz stammt aus der 1. Hälfte des 18. Jahrhunderts. | BDA-Hist.: Q38131592 Status: § 2a Stand der BDA-Liste: 2025-06-30 Name: Mariensäule GstNr.: 88 Mariensäule Unterwart                                                                              |
| BW   | Datei hochladen | Arkadenhaus HERIS-ID: 256373seit 2025                                                                          | Oberdorferstraße 22 Standort KG: Unterwart    | Häuser mit seitlichen Arkaden aus dem 19. Jahrhundert sind ein typisches Merkmal der Region. | BDA-Hist.: Q135167674 Status: Bescheid Stand der BDA-Liste: 2025-06-30 Name: Arkadenhaus GstNr.: 114                                                                                              |
| ja   | Datei hochladen | Anlage des Unterwarter Heimathauses / Alsóőri Otthon HERIS-ID: 265200seit 2025                                 | Obere Hauptstraße 5, 7 Standort KG: Unterwart | Das Heimathaus Unterwart ist in zwei ehemaligen Bauernhäusern aus der Mitte des 19. Jahrhunderts untergebracht.                                                                                             | BDA-Hist.: Q135167659 Status: Bescheid Stand der BDA-Liste: 2025-06-30 Name: Anlage des Unterwarter Heimathauses / Alsóöri Otthon GstNr.: 107, 108 Heimathaus Unterwart                           |
| ja   | Datei hochladen | Bauernhaus mit Schweinestall und Abort (Heimathaus Unterwart / Alsóőri Otthon) HERIS-ID: 12481 Objekt-ID: 8621 | Obere Hauptstraße 5 Standort KG: Unterwart    | Vorderes Bauernhaus vom Typ eines Arkadenhauses, in dem das Heimathaus Unterwart untergebracht ist | BDA-Hist.: Q135167681 Status: Bescheid Stand der BDA-Liste: 2025-06-30 Name: Bauernhaus mit Schweinestall und Abort (Heimathaus Unterwart/ Alsóöri Otthon) GstNr.: 107 Heimathaus Unterwart       |
| ja   | Datei hochladen | Bauernhaus mit Schweinestall und Abort (Heimathaus Unterwart / Alsóőri Otthon) HERIS-ID: 248637seit 2025       | Obere Hauptstraße 7 Standort KG: Unterwart    | Hinteres Bauernhaus vom Typ eines Arkadenhauses, in dem das Heimatmuseum Unterwart untergebracht ist | BDA-Hist.: Q135183840 Status: Bescheid Stand der BDA-Liste: 2025-06-30 Name: Bauernhaus mit Schweinestall und Abort (Heimathaus Unterwart/ Alsóöri Otthon) GstNr.: 108 Heimathaus Unterwart       |
| ja   | Datei hochladen | Freifläche, Einfriedung und Ziehbrunnen (Heimathaus Unterwart/ Alsóőri Otthon) HERIS-ID: 265199seit 2025       | Obere Hauptstraße 5, 7 Standort KG: Unterwart | Hölzener Ziehbrunnen und hölzerne Einfriedung des Heimathauses Unterwart | BDA-Hist.: Q135167507 Status: Bescheid Stand der BDA-Liste: 2025-06-30 Name: Freifläche, Einfriedung und Ziehbrunnen (Heimathaus Unterwart/ Alsóöri Otthon) GstNr.: 107, 108 Heimathaus Unterwart |